# (113203) Szabó
(113203) Szabó est un astéroïde de la ceinture principale.

## Description
(113203) Szabó est un astéroïde de la ceinture principale. Il fut découvert le 7 septembre 2002 à Piszkesteto par Krisztián Sárneczky. Il présente une orbite caractérisée par un demi-grand axe de 2,56 UA, une excentricité de 0,25 et une inclinaison de 2,6° par rapport à l'écliptique.
Il est nommé d'après Gyula M. Szabó.

## Compléments